# Ericeia eurytaenia
Ericeia eurytaenia là một loài bướm đêm trong họ Erebidae.